# Hoang Trang
Hoang Thanh Trang (Hanoi, 25 de Abril de 1980) é uma enxadrista húngaro-vietnamina Grande Mestre de Xadrez pela FIDE.

## Biografia
Hoang nasceu no Vietnã, mas sua família se mudou para Budapeste quando tinha 10 anos de idade. Ela venceu o Campeonato do mundo de xadrez júnior de 1998 e ganhou a medalha de outro no tabuleiro 1 no Campeonato de Clubes de Xadrez Europeu de 2005 em Saint-Vincent